# Komerční kosmodrom Wen-čchang
Komerční kosmodrom Wen-čchang (anglicky Wenchang Commercial Space Launch Site, čínsky znaky 文昌商业航天发射场, v českém přepisu Wen-čchang šang-jie chang-tchien fa-še čchang), je první čínský komerční kosmodrom a celkově pátý kosmodrom v zemi. Nachází se v městském okresu Wen-čchang v ostrovní provincii Chaj-nan, která je nejjižnějším územím Číny, a první start z něj se uskutečnil na konci listopadu 2024. V jeho sousedství leží vládou zřízený kosmodrom Wen-čchang otevřený v roce 2014.

## Historie
Kosmodrom vybudovala a provozuje společnost Hainan International Commercial Aerospace Launch Co., Ltd. (HICAL), společný podnik chaj-nanské vlády a tří kosmických korporací – China Aerospace Science and Technology Corporation (CASC), China Aerospace Science and Industry Corporation (CASIC) and China Satellite Network Group. V Číně je komerčním kosmickým střediskem takové místo, které je ve správě jiných subjektů, než je čínská vláda nebo armáda.
Stavba začala v červenci 2022 nedaleko od 2 již existujících odpalovacích ramp na státním kosmodromu Wen-čchang, používaných k startům těžších raket primárně určených pro vládní mise. Naproti tomu 2 rampy nového kosmodromu cílí na komerční projekty a staly se součástí čínské ambice o zajištění dlouhodobého růstu komerčního kosmického průmyslu, pro který jsou původní čtyři čínské kosmodromy již příliš zaneprázdněné. Obě rampy jsou připraveny pro starty raket na kapalná paliva.
Startovací komplex LC-1 provozovatel dokončil 29. prosince 2023 a vybavil ho tak, aby umožňoval vysokofrekvenční starty rakety Čchang čeng (Dlouhý pochod) 8, např. pro budování satelitní datové spojovací megakonstelace podobné americkému Starlinku. První start se měl uskutečnit v červnu 2024. Kvůli odkladům a později i škodám způsobeným tajfunem Jagi v srpnu 2024 byl odložen na prosinec 2024 a nakonec se uskutečnil až v březnu 2025.
Druhý komplex LC-2, který technici dokončili v květnu 2024, byl pro změnu navržen tak, aby umožňoval starty 19 různých raket na kapalná paliva provozovaných 9 firmami, např. dceřinými společnostmi CASC a komerčními subjekty jako iSpace, CAS Space nebo Deep Blue Aerospace.
V červnu 2023 byla zahájena výstavba třetí rampy LC-3 s očekávanou dobou výstavby 18 měsíců.
Ředitel HICAL Kuo Čchiang řekl po dokončení LC-1 novinářům, že podle jeho očekávání z kosmodromu každý rok na oběžnou dráhu odletí několik tuctů nebo dokonce více než 100 satelitů.
Média koncem roku 2024 informovala, že společnost HICAL ve Wen-čchangu investovala od zahájení výstavby více než 4 miliardy jüanů (553 milionů dolarů).
I když původní plány počítaly s inauguračním letem z nového kosmodromu v polovině roku 2024, nakonec z něj první raketa odletěla 30. listopadu 2024. Čchang čeng (Dlouhý pochod) 12, raketa vysoká 62 metrů, pro niž šlo také o premiéru, vynesla na oběžnou dráhu dva technologické demonstrační satelity.

## Přehled letů

### Startovní komplex LC-1
| Pořadí | Datum a čas (UTC)        | Raketa         | Sériové číslo | Rampa | Cílová dráha | Mise    | Náklad                                                            |
| ------ | ------------------------ | -------------- | ------------- | ----- | ------------ | ------- | ----------------------------------------------------------------- |
| 1      | 11. března 2025, 16:38   | Čchang-čeng 8  | Y-6           | LC-1  | LEO          | Úspěšná | 18 satelitů telekomunikační sítě Čchien-fan (Tisíc plachet)       |
| 2      | 30. července 2025, 07:49 | Čchang-čeng 8A | Y-3           | LC-1  | LEO          | Úspěšná | 9 satelitů 6. skupiny telekomunikační sítě Kuo-wang (Národní síť) |

### Startovní komplex LC-2
| Pořadí | Datum a čas (UTC)         | Raketa         | Sériové číslo | Rampa | Cílová dráha | Mise    | Náklad                  |
| ------ | ------------------------- | -------------- | ------------- | ----- | ------------ | ------- | ----------------------- |
| 1      | 30. listopadu 2024, 14:23 | Čchang-čeng 12 | Y-1           | LC-2  | LEO          | Úspěšná | 2 demonstrační satelity |